# العلاقات الإسواتينية الشمال مقدونية
العلاقات الإسواتينية الشمال مقدونية هي العلاقات الثنائية التي تجمع بين إسواتيني وشمال مقدونيا.

## مقارنة بين البلدين
هذه مقارنة عامة ومرجعية للدولتين:
| وجه المقارنة                                              | إسواتيني                                   | شمال مقدونيا                                               |
| --------------------------------------------------------- | ------------------------------------------ | ---------------------------------------------------------- |
| المساحة (كم2)                                             | 17.36 ألف                                  | 25.71 ألف                                                  |
| عدد السكان (نسمة)                                         | 1.37 مليون                                 | 2.08 مليون                                                 |
| الكثافة السكانية (ن./كم²)                                 | 78.92                                      | 80.9                                                       |
| العاصمة                                                   | لوبامبا، مبابان                            | إسكوبية                                                    |
| اللغة الرسمية                                             | لغة إنجليزية، لغة سوازي                    | اللغة المقدونية، اللغة الألبانية                           |
| العملة                                                    | ليلانغيني سوازيلندي                        | دينار مقدوني                                               |
| الناتج المحلي الإجمالي (بليون دولار)                      | 4.41 مليار                                 | 11.34 مليار                                                |
| الناتج المحلي الإجمالي (تعادل القوة الشرائية) بليون دولار | 11.13 مليار                                | 29.26 مليار                                                |
| الناتج المحلي الإجمالي الاسمي للفرد دولار أمريكي          | 3.20 ألف                                   | 4.85 ألف                                                   |
| الناتج المحلي الإجمالي للفرد دولار أمريكي                 | 8.29 ألف                                   | 16.25 ألف                                                  |
| مؤشر التنمية البشرية                                      | 0.531                                      | 0.747                                                      |
| رمز المكالمات الدولي                                      | +268                                       | +389                                                       |
| رمز الإنترنت                                              | .sz                                        | .mk                                                        |
| المنطقة الزمنية                                           | التوقيت القياسي لجنوب أفريقيا، ت ع م+02:00 | توقيت وسط أوروبا، ت ع م+01:00، ت ع م+02:00، أوروبا/سكوبيه ‏ |

## منظمات دولية مشتركة
يشترك البلدان في عضوية مجموعة من المنظمات الدولية، منها:
| علم المنظمة | اسم المنظمة                               | تاريخ انضمام إسواتيني | تاريخ انضمام شمال مقدونيا |
| ----------- | ----------------------------------------- | --------------------- | ------------------------- |
|             | مؤسسة التنمية الدولية                     | 22 سبتمبر 1969        | 25 فبراير 1993            |
|             | يونسكو                                    | 25 يناير 1978         | 28 يونيو 1993             |
|             | وكالة ضمان الاستثمار متعدد الأطراف        | 18 أبريل 1990         | 19 مارس 1993              |
|             | الأمم المتحدة                             | 24 سبتمبر 1968        | 8 أبريل 1993              |
|             | الاتحاد البريدي العالمي                   | ?                     | ?                         |
|             | البنك الدولي للإنشاء والتعمير             | 22 سبتمبر 1969        | 25 فبراير 1993            |
|             | الاتحاد الدولي للاتصالات                  | 11 نوفمبر 1970        | 4 مايو 1993               |
|             | منظمة حظر الأسلحة الكيميائية              | ?                     | ?                         |
|             | مؤسسة التمويل الدولية                     | 22 سبتمبر 1969        | 25 فبراير 1993            |
|             | المركز الدولي لتسوية المنازعات الاستشارية | 14 يوليو 1971         | 26 نوفمبر 1998            |
|             | منظمة التجارة العالمية                    | ?                     | ?                         |
|             | منظمة الشرطة الجنائية الدولية             | ?                     | ?                         |